# Den galna professorn 2 – Klumps
Den galna professorn 2 – Klumps är en amerikansk komedifilm från 2000.

## Om filmen
Den galna professorn 2 – Klumps regisserades av Peter Segal. Filmen är en uppföljare till Den galna professorn från 1996, vilken i sin tur är en nyinspelning av Dr. Jäkel och Mr. Hyde från 1963.

## Rollista (urval)
- Eddie Murphy – Sherman Klump/Buddy Love/Granny Klump/Mama Klump/Papa Klump/Young Papa Klump/Ernie Klump/Lance Perkins
- Janet Jackson – Denise
- Larry Miller – Dean Richmond
- John Ales – Jason
- Richard Gant – Denises pappa
- Anna Maria Horsford – Denises mamma
- Melinda McGraw – Leanne Guilford
- Earl Boen – Dr. Knoll
- Wanda Sykes – Chantal